# Cantonul Toulouse-8
Cantonul Toulouse-8 este un canton din arondismentul Toulouse, departamentul Haute-Garonne, regiunea Midi-Pyrénées, Franța.

## Comune
- Balma
- Beaupuy
- Drémil-Lafage
- Flourens
- Mondouzil
- Mons
- Montrabé
- Pin-Balma
- Quint-Fonsegrives
- Toulouse (parțial, reședință)

Cantonul omvat de volgende delen van de stad Toulouse:
- Bonhoure
- Cité de l'Hers
- Côte Pavée
- Guilhemery
- Montplaisir
- Moscou